# Moderne portefeuilletheorie
Moderne portefeuilletheorie is een aanduiding voor de theoretische basis van het beleggingsbeleid van de meeste institutionele beleggers. De theorie is geformuleerd door professor Harry Markowitz in de jaren 50 van de twintigste eeuw. Markowitz won hiervoor de Nobelprijs voor economie in 1990. Moderne portefeuilletheorie wordt vandaag de dag dan ook gezien als de belangrijkste input voor het daarna ontwikkelde 'capital asset pricing model' (CAPM).
Moderne portefeuilletheorie gaat ervan uit dat investeerders een zekere risicoaversie hebben. De assumptie houdt in dat in een situatie met twee portfolio's die hetzelfde rendement opleveren, de investeerders de minst risicohoudende portfolio zullen kiezen. Logischerwijs wordt een hoger risico enkel aanvaard bij een hogere rendementscurve.

## Basisprincipe
In normale termen lijkt de volgende omschrijving bruikbaar: stel een beleggingsportefeuille zo samen (uit een combinatie van diverse typen beleggingen, in het beleggersjargon “asset classes” genoemd) dat een zo hoog mogelijk verwacht rendement optreedt, bij een zo laag mogelijke verwachte afwijking van dat rendement (in de zin van schommelingen in dat totale rendement in opeenvolgende periodes, ook wel volatiliteit genoemd). Uit onderzoek van historische gegevens zullen aandelen meestal het hoogste rendement gehad blijken te hebben, hoger dan beleggingen in onroerend goed of obligaties, maar de verschillen in rendementen zijn ook veel groter. Er zullen, bij langere reeksen, ook een aantal erg slechte jaren aan te wijzen zijn. Voor obligaties geldt dat de gemiddelde rendementen wat lager zullen zijn, maar dat de frequentie (en de “hevigheid”) van de erg slechte jaren lager is.
Die fluctuatie of volatiliteit in rendementen wordt aangeduid als “risico”. (Volledigheidshalve wordt opgemerkt dat dit slechts een van de verschijningsvormen van die term is. De term “risico” wordt op heel verschillende manieren ingevuld, hetgeen een bron van spraakverwarring in de beleggersbranche is.) Een financiële benadering van risico zou kunnen zijn: "Het verwacht, dan wel onverwacht afwijken van het gemiddelde van een variabele".
Vervolgens wordt bekeken welke samenhang er tussen die gevonden gegevens bestaat. Op grond van “het gezonde verstand” zou verwacht worden dat een goed aandelenjaar een matig obligatiejaar is, en vice versa. Vaak is dat zo, maar niet altijd. Als dat altijd het geval zou zijn, zou er sprake zijn van een “perfect negatieve correlatie”, aangeduid als -1. Als een goed aandelenjaar altijd gepaard zou gaan met een goed obligatiejaar, zou er een “perfect positieve correlatie”, ofwel +1.

## Visuele benadering

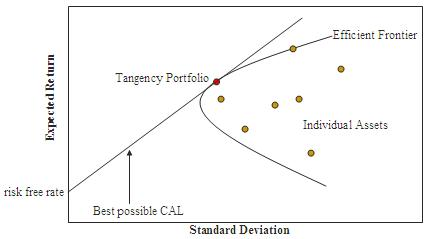
Efficient Frontier. Naar de hyperbool wordt dikwijls gerefereerd als: 'Markowitz Bullet', En is de efficiënte grens wanneer een risicovrij actief beschikbaar is. In een portefeuille met enkel risicovrije activa is de rechte lijn de efficiënte grens van de portefeuille.

De grafiek geeft het verwacht rendement aan ten opzichte van de standaarddeviatie. Elke mogelijke combinatie van risicovrije en risicohoudende activa kunnen in deze grafiek worden getoond. Naar de hyperbool wordt dikwijls gerefereerd als:  'Markowitz Bullet', en is de efficiënte grens wanneer een risicovrij actief beschikbaar is. In een portefeuille met enkel risicovrije activa is de rechte lijn de efficiënte grens van de portefeuille. Een portfolio die op de efficiënte grenslijn ligt weerspiegelt de combinatie van de best mogelijke risico-rendement balans voor een risiconiveau, geuit in Standaard Deviatie ({\displaystyle \sigma })
De raaklijn van de hyperbool geeft de best mogelijke risicovrije optie aan. Deze lijn wordt de 'Capital Allocation Line genoemd' CAL, logischerwijs krijgt een CAL met een hogere hellingcoefficiënt de voorkeur boven een met een lagere, dit houdt immers in dat er met hetzelfde risico een hoger verwacht eindrendement behaald kan worden.

## Wiskundige benadering
Binnen het model
- Portefeuillerendement is het gewogen gemiddelde van de door de portefeuille houdende activa vermenigvuldigd met het bijbehorend rendement.
- Portefeuillevolatiliteit is de  {\displaystyle \sigma _{ij}=\sigma _{i}\sigma _{j}\rho _{ij}} van  de activa voor alle activaparen: (i, j).
- Verwacht rendement:

{\displaystyle \operatorname {E} (R_{p})=\sum _{i}w_{i}\operatorname {E} (R_{i})\quad }
waarbij {\displaystyle R_{p}} het rendement op de portefeuille, {\displaystyle R_{i}} het rendement op het actief is i en {\displaystyle w_{i}} het gewicht van het actief {\displaystyle i} (Dit weerspiegelt de proportie van het actief in % in portefeuille 1, logischerwijs is {\displaystyle 1-w_{i}} de proportie van de overige risicohoudende activa).
- Portefeuillevariante:

{\displaystyle \sigma _{p}^{2}=\sum _{i}w_{i}^{2}\sigma _{i}^{2}+\sum _{i}\sum _{j\neq i}w_{i}w_{j}\sigma _{i}\sigma _{j}\rho _{ij}},
waarbij {\displaystyle \sigma } de standaarddeviatie van het periodiek rendement van een actief is is en {\displaystyle \rho _{ij}} is de correlatiecoëfficiënt tussen de rendementen van de activa i and j.
Wiskundig kan het model formeel worden benaderd:
{\displaystyle \sigma _{p}^{2}=\sum _{i}\sum _{j}w_{i}w_{j}\sigma _{i}\sigma _{j}\rho _{ij}},
waarbij {\displaystyle \rho _{ij}=1} for {\displaystyle i=j} , ofwel
{\displaystyle \sigma _{p}^{2}=\sum _{i}\sum _{j}w_{i}w_{j}\sigma _{ij}},
waarbij {\displaystyle \sigma _{ij}=\sigma _{i}\sigma _{j}\rho _{ij}} de covariantie van de periodieke rendementen is op de twee houdende activa,  alternatief wordt deze ook wel benaderd als {\displaystyle \sigma (i,j)}, {\displaystyle cov_{ij}} or {\displaystyle cov(i,j)}.
- Standaarddeviatie portefeuille:

{\displaystyle \sigma _{p}={\sqrt {\sigma _{p}^{2}}}}
Voor een portefeuille bestaande uit 2 activa:
- Portefeuillerendement: {\displaystyle \operatorname {E} (R_{p})=w_{A}\operatorname {E} (R_{A})+w_{B}\operatorname {E} (R_{B})=w_{A}\operatorname {E} (R_{A})+(1-w_{A})\operatorname {E} (R_{B}).}
- Portefeuillevariantie: {\displaystyle \sigma _{p}^{2}=w_{A}^{2}\sigma _{A}^{2}+w_{B}^{2}\sigma _{B}^{2}+2w_{A}w_{B}\sigma _{A}\sigma _{B}\rho _{AB}}

Voor een portefeuille bestaand uit 3 activa:
- Portefeuillerendement: {\displaystyle \operatorname {E} (R_{p})=w_{A}\operatorname {E} (R_{A})+w_{B}\operatorname {E} (R_{B})+w_{C}\operatorname {E} (R_{C})}
- Portefeuillevariantie: {\displaystyle \sigma _{p}^{2}=w_{A}^{2}\sigma _{A}^{2}+w_{B}^{2}\sigma _{B}^{2}+w_{C}^{2}\sigma _{C}^{2}+2w_{A}w_{B}\sigma _{A}\sigma _{B}\rho _{AB}+2w_{A}w_{C}\sigma _{A}\sigma _{C}\rho _{AC}+2w_{B}w_{C}\sigma _{B}\sigma _{C}\rho _{BC}}

## In de praktijk
De centrale gedachte is dan dat door het combineren van diverse asset classes er een portefeuille van beleggingen ontstaat, die qua verwacht rendement eenvoudigweg het gemiddelde rendement zou opleveren van de rendementen van de individuele asset classes, terwijl door die minder dan volledige correlatie het risico kleiner is dan de optelsom van fluctuaties in de rendementen van iedere asset class. (Dit is wat cryptisch geformuleerd, maar stelt u zich voor dat er een verwacht rendement op aandelen is van 6%, en op obligaties van 4%, en dat de correlatie –1 is. Dan zou een daling van een aandelenrendement worden gecompenseerd door een stijging van het obligatierendement. Bij een combinatie van aandelen en obligaties, zou dan de fluctuatie in rendementen - althans in theorie - nagenoeg compleet voorkomen worden. Zo mooi werkt het alleen in de theorie, maar elke correlatie kleiner dan +1 helpt hier al, hoewel het risico-diversificerende effect pas echt merkbaar wordt bij correlaties kleiner dan bijvoorbeeld +0.25. In de praktijk zal vaak blijken dat tussen aandelen en obligaties een correlatie in die orde van grootte bestaat. Tussen aandelen en onroerend goed is de correlatie vaak nog wat kleiner, dus zelfs kleiner dan 0).
Vervolgens kan een verzameling gemaakt worden van combinaties van asset classes, die een gemiddeld verwacht rendement opleveren, en een gemiddelde verwachte volatiliteit in rendement, uitgedrukt in de standaarddeviatie. Dit leidt tot een soort tabel met per combinatie van asset classes (10% aandelen en 90% obligaties, 20% aandelen en 80% obligaties et cetera) een verwacht rendement en een verwacht risico. Het is dan aan de “beleidsmakers”, meestal het bestuur van een beleggingsfonds of pensioenfonds, om vast te stellen welke hoeveelheid risico men aanvaardbaar acht, en de gewenste asset-mix vast te stellen.
Het antwoord op die vraag hangt bij pensioenfondsen samen met factoren als dekkingsgraad van het pensioenfonds, de inhoud van de pensioenregeling, en opbouw van het verzekerdenbestand. Ook de vraag of de “sponsor” (normaliter de werkgever van de deelnemers) bereid en in staat is om bij eventuele financiële tegenvallers een bijdrage te leveren is van belang.
Zie hiervoor tevens het onderwerp Asset-liability management.
Uiteraard hangt de inhoud van een dergelijk “voorstel” ook af van de gehanteerde statistische gegevens. Afhankelijk van de periode waarover gegevens verzameld zijn, kunnen de uitkomsten behoorlijk verschillen. Opgemerkt wordt tevens dat er onvermijdelijk wordt aangenomen dat het verleden een goede voorspeller is van de toekomst. Dat dit niet noodzakelijkerwijs het geval hoeft te zijn, wordt onderkend, doch hiervoor heeft nog niemand een oplossing kunnen vinden.
In veel gevallen zal dit proces leiden tot een asset-mix bestaande uit tussen de 20% en 50% aandelen, en tussen de 80% en 50% obligaties, al dan niet aangevuld met een zeker belang aan onroerend goed. (Op grond van het bovenstaande zou kunnen worden opgemerkt dat de combinatie aandelen en onroerend goed een nog hoger risico-verminderend effect heeft, en daarmee nog meer aan de hierboven genoemde doelstelling tegemoetkomt. Op zich is dit juist, doch het beleggen in onroerend goed heeft een aantal nadelen die bij obligaties minder spelen. Met name de liquiditeit van dergelijke beleggingen, en de doorzichtigheid van de prijsvorming, zijn minder dan bij obligaties.)
Een dergelijke asset-mix pleegt voor meerdere jaren te worden vastgesteld; het is niet gebruikelijk dat dit jaarlijks wordt aangepast.
Opgemerkt wordt dat deze methode in het algemeen goed bruikbaar is bij pensioenfondsen met een niet al te oud verzekerdenbestand (een goede verhouding tussen werkenden en gepensioneerden) en een gezonde financiële situatie. Naarmate die omstandigheden verslechteren, zal de mogelijkheid om een aanmerkelijk risico te accepteren afnemen. Er zal dan meer gekeken (moeten) worden naar de verhouding tussen uitgaande geldstromen en de geldstromen die uit de portefeuille ontvangen zullen worden. Uiteindelijk kan dit leiden tot een beleid van cashflow-matching: het zo nauwkeurig mogelijk op elkaar afstemmen van die twee geldstromen. Naarmate die situatie dichterbij komt, is voor aandelen steeds minder plaats in de beleggingsportefeuille.